# Valerianna manuensis
Valerianna manuensis är en tvåvingeart som beskrevs av Quate och Brown 2004. Valerianna manuensis ingår i släktet Valerianna och familjen fjärilsmyggor.
Artens utbredningsområde är Peru. Inga underarter finns listade i Catalogue of Life.